# Jakob Lüttringhausen
Jakob Lüttringhausen (* 21. Juli 1745 in Elberfeld (heute Stadtteil von Wuppertal); † 17. Juli 1816 ebenda) war Bürgermeister von Elberfeld.

## Leben
Lüttringhausen wurde als Sohn des Kaufmanns und Ratsverwandten Johannes Lüttringhausen (1695–1781) und dessen Ehefrau Anna Helena Katharina Wuppermann (1706–1749) geboren. Er selbst begann als Kaufmann in Elberfeld auf der Vikarie. Er heiratete 1775 Anna Elisabeth auf der Heyden (1753–1792), der Tochter des Elberfelder Bürgermeisters Johann Jakob auf der Heyden, und hatte mit ihr acht Kinder. Nach ihrem Tod heiratete er ein zweites Mal. Mit Johanna Magdalena Pütter (1755–1824) hatte er einen Sohn.
Lüttringhausen wurde 1787 und 1789 zum Bürgermeister vorgeschlagen, konnte sich aber nicht durchsetzen. Erst 1791 wurde er schließlich zum Bürgermeister gewählt. Im Jahr darauf wurde er Stadtrichter und 1793 wurde er Ratsmitglied. Von 1814 bis zu seinem Tod gehörte er dem Stadtrat an.